# Nicolas Cordier

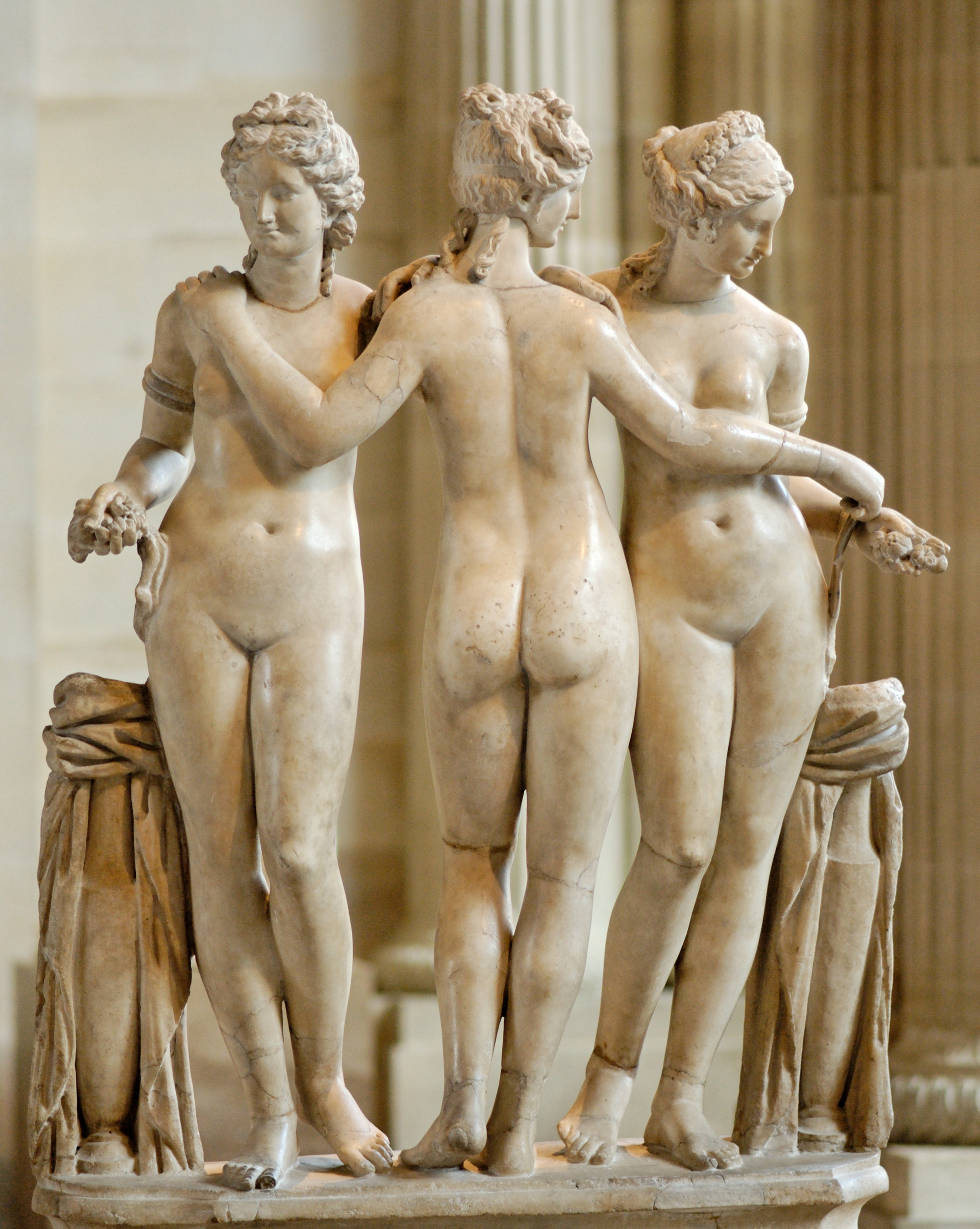
Estátua As Três Graças no Museu do Louvre.

Nicolas Cordier (Saint-Mihiel, cerca de 1567 – Roma, 24 de novembro de 1612) foi um escultor, pintor e gravurista francês. Trabalhou em Roma, na Itália, e também foi conhecido como il Franciosino (o francesinho, em uma tradução literal), Nicholas Cordier ou Niccolò da Lorena. Foi um expoente do maneirismo tardio.
Nascido por volta de 1567, na comuna de Saint-Mihiel, no departamento de Meuse, França, perto de Nancy, onde pôde aprender técnicas elementares de escultura em pedra e madeira. Em cerca de 1593 Cordier mudou-se para Roma, onde trabalhou até sua morte, aos 45 anos.
O pintor italiano Giovanni Baglione, seu contemporâneo e primeiro biógrafo, relatou que Cordier começou trabalhando com esculturas de madeira em Roma, mas que com o crescimento de sua fama começou a receber encomendas de esculturas de mármore. Sua primeira obra importante foi uma representação de São Gregório, feita em 1602 em um bloco de mármore que, de acordo com Baglione, foi desbastado e abandonado pelo escultor e pintor italiano Michelangelo muitos anos antes.
Sua escultura mais antiga que conhece-se nos dias de hoje foi encomendada pelo Papa Clemente VIII, representando um anjo do lado esquerdo do altar do sacramento e foi feita em Roma por ocasião da renovação do transepto da Basílica de São João de Latrão. Depois da morte do papa e de uma curta sucessão por Leão XI, Cordier tornou-se escultor do Papa Paulo V.